# Ahmed II
Ahmed II (född 25 februari 1643, död 1695) var sultan av Osmanska riket från 1691 till 1695. Ahmed var son till sultan Ibrahim I (1640–48) och efterträdde sin bror Süleyman II (1687–91) år 1691.
Ahmed II mest kända handling var att befästa Mustafa Köprülü som sin storvesir. Endast några veckor efter Ahmeds trontillträde led Osmanska riket förlust i slaget vid Slankamen mot Österrike under markgreve Ludvig Vilhelm av Baden och utdrevs ur Ungern. De följande fyra åren medförde blott fler nederlag; Ahmed II:s död 1695 ska ha påskyndats av de upprepade förlusterna. Han efterträddes av Mustafa II.